# پیکو (لاتزیو)
پیکو (به ایتالیایی: Pico) یک کومونه در ایتالیا است که در استان فروزینونه واقع شده‌است.

## خصوصیات
پیکو ۳۲ کیلومترمربع مساحت و ۳٬۰۶۵ نفر جمعیت دارد و ۱۹۰ متر بالاتر از سطح دریا واقع شده‌است.

## خواهرخوانده
شهر گینگن آن در برنتس خواهرخواندهٔ پیکو (لاتزیو) هست.